# Максут (Румунія)
Максут (рум. Maxut) — село у повіті Ясси в Румунії. Входить до складу комуни Делень.
Село розташоване на відстані 339 км на північ від Бухареста, 61 км на північний захід від Ясс.

## Населення
За даними перепису населення 2002 року у селі проживали 2362 особи, з них 2361 особа (> 99,9%) румунів. Усі жителі села рідною мовою назвали румунську.